# Txíjovo
Txíjovo (en rus: Чижово) és un poble de l'óblast de Vladímir, a Rússia, segons el cens del 2010 tenia 9 habitants. Pertany al districte municipal de Sóbinka.